# Baila esta cumbia (canción)
"Baila esta cumbia" es una canción grabada por la cantante Tejano estadounidense Selena para su segundo álbum de estudio, Ven conmigo (1990). Fue lanzado como segundo sencillo de EMI Latin el 28 de agosto de 1990, detrás de "Ya Ves". Fue compuesta por su hermano-productor A.B. Quintanilla, y Selena y Los Dinos bailarín de respaldo, Pete Astudillo. La grabación es una canción de up-tempo cumbia mexicana. Fue bien recibido por los críticos musicales quienes disfrutaron de su ritmo y sensación de cumbia.
La pista recibió exposición en estaciones de radio que reproducían predominantemente cumbia y, como resultado, la grabación se convirtió en un sencillo de éxito para el cantante. Los críticos musicales la nombraron una de las mejores grabaciones de su carrera. "Baila Esta Cumbia" alcanzó el puesto número diez en la lista Billboard regional Mexican Digital Songs de Estados Unidos. En 2005, A. B. Quintanilla grabó una versión remix/dúo del tema con su banda Kumbia Kings, que alcanzó el puesto 16 en la lista estadounidense Billboard regional Mexican Airplay y el número 44 en el Hot Latin Gráfico de pistas. Otras versiones incluyen grabaciones de las cantantes mexicanas Diana Reyes y Yuridia.

## Antecedentes y lanzamiento
"Baila Esta Cumbia" fue lanzado como segundo sencillo de Ven Conmigo (1990) en Estados Unidos y en México. Un álbum recopilatorio del mismo nombre fue lanzado en México y vendió 150,000 copias. Fue certificado platino por la Asociación Mexicana de Productores de Fonogramas y Videogramas (AMPROFON), que denota ventas de 250,000 unidades. "Baila Esta Cumbia" fue escrita por el hermano de Selena y principal productor discográfico, A.B. Quintanilla y el bailarín de respaldo de Selena y Los Dinos, Pete Astudillo. Durante una entrevista en 2002, A.B. dijo que la grabación ayudó a la exposición de la banda en las estaciones de radio que reproducen predominantemente grabaciones de música cumbia.
La canción es un up-tempo cumbia mexicana Tejano canción. Está ambientado en tiempo común y se mueve a un ritmo moderado de 90 latidos por minuto. "Baila Esta Cumbia" está escrita en la clave de Do mayor. El rango vocal de la melodía se extiende desde la nota G♯3 hasta  A4.

## Recepción y repercusión
La mayoría de las críticas contemporáneas sobre "Baila Esta Cumbia" fueron positivas. El colaborador de Billboard Ramiro Burr elogió la canción por su "gancho melódico". Burr, que escribió en The Billboard Guide to Tejano and Regional Mexican Music (1999), opinó que Selena "evolucionó un estilo rítmico" que allanó el camino para "cumbias pegadizas", poniendo "Baila Esta Cumbia" como ejemplo de su "creciente destreza". El ensayista italiano Gaetano Prampolini, calificó a "Baila Esta Cumbia" como un "llano placer bailable de cumbia" en su libro La sombra del Saguaro.
Deborah R. Vargas escribió en su libro Dissonant Divas in Chicana Music: The Limits of la Onda (2008), que Selena reconstruyó la música tejana con adiciones de cumbia, dando crédito a "Baila Esta Cumbia" como ejemplo. de las composiciones musicales combinadas de Selena. La grabación se convirtió en uno de los sencillos de éxito más importantes de Selena. Ha aparecido en varias críticas. ' Listas de "mejores canciones de Selena", incluidas OC Weekly (en el número cinco), y la revista Latina (en el número tres). Entró en la lista de los más reproducidos de TouchTunes en Billboard en la edición del 7 de abril de 2001, con 1,5 millones de reproducciones al aire. La canción se incluyó en la lista de canciones del musical Selena Forever, que estuvo en cartelera durante un año en 2000.

## Versión de Kumbia Kings
"Baila Esta Kumbia" es una canción del grupo de cumbia mexicano-estadounidense A.B. Quintanilla y Los Kumbia Kings con la cantante mexicano-estadounidense Selena. Fue lanzado el 15 de marzo de 2005 como sencillo de su álbum Duetos (2005). AB Quintanilla es hermano de Selena.

#### Antecedentes
El hermano de Selena y principal productor discográfico, A.B. Quintanilla formó Kumbia Kings en 1999. En 2005, la banda remezcló "Baila Esta Cumbia" en una versión a dúo para su álbum Duetos bajo el título "Baila Esta Kumbia". Evan C. Gutiérrez, crítico musical de AllMusic, creía que la versión de los Kumbia Kings es una "carta de amor post mortem" a Selena. Kumbia Kings interpretó su versión para el concierto tributo Selena ¡VIVE!, que se estrenó en vivo por Univision el 7 de abril de 2005. El tema debutó en el puesto 35 en Estados Unidos Billboard Airplay Regional Mexicano gráfico sobre la edición del 2 de abril de 2005. Finalmente alcanzó el puesto 16.

#### Personal
- Escrito por A.B. Quintanilla y Pete Astudillo
- Producido por A.B. quintanilla
- Voz principal de Selena
- Introducción y cierre de A.B. quintanilla
- Voces de fondo de A.B. Quintanilla, Fernando "Nando" Domínguez, Frank "Pangie" Pangelinan, and Abel Talamantez

#### Listas
| Listas (2005)                                 | Posición |
| --------------------------------------------- | -------- |
| Pistas latinas populares Billboard de EE. UU. | 44       |
| US Billboard Airplay regional mexicano        | 16       |